# Йост Брекельманн
Йост Брекельманн (нім. Jost Brökelmann; 25 вересня 1907, Кіль — 3 березня 1967, Фрайберг) — німецький морський офіцер, фрегаттен-капітан крігсмаріне (1 грудня 1944), капітан-цур-зее бундесмаріне. Кавалер Лицарського хреста Залізного хреста.

## Біографія
В 1927 році вступив у ВМФ. Пройшов підготовку на навчальному кораблі «Ніоба», легкому крейсері «Берлін», тендері «Нордзее» та гідрографічному судні «Метеор». З вересня 1934 року — 1-й вахтовий офіцер на тральщику-шукачі М-113, з 1936року — командир тральщика-шукача М-89. З 1938 по квітень 1941 року служив в управлінні з проектування та випробування мінно-загороджувальної зброї. У листопаді 1942 року призначений командиром 2-ї флотилії катерів-тральщиків. 25 листопада 1942 року призначений 3-м офіцером Адмірал-штабу командувача Військово-морським командуванням «Захід». Останні місяці війни займав посаду начальника дослідно-випробувального командування. Після закінчення війни Брекельманн деякий час служив інструктором у ВМС Індонезії. В 1955/64 роках служив у ВМС ФРН.

## Нагороди
- Медаль «За вислугу років у Вермахті» 4-го і 3-го класу (12 років)
- Залізний хрест
  - 2-го класу (18 травня 1940)
  - 1-го класу (2 серпня 1941)
- Нагрудний знак мінних тральщиків (22 грудня 1940)
- Лицарський хрест Залізного хреста (14 червня 1942)
- Хрест Воєнних заслуг 2-го класу з мечами (1 вересня 1944)